# Aqua Park Shinagawa

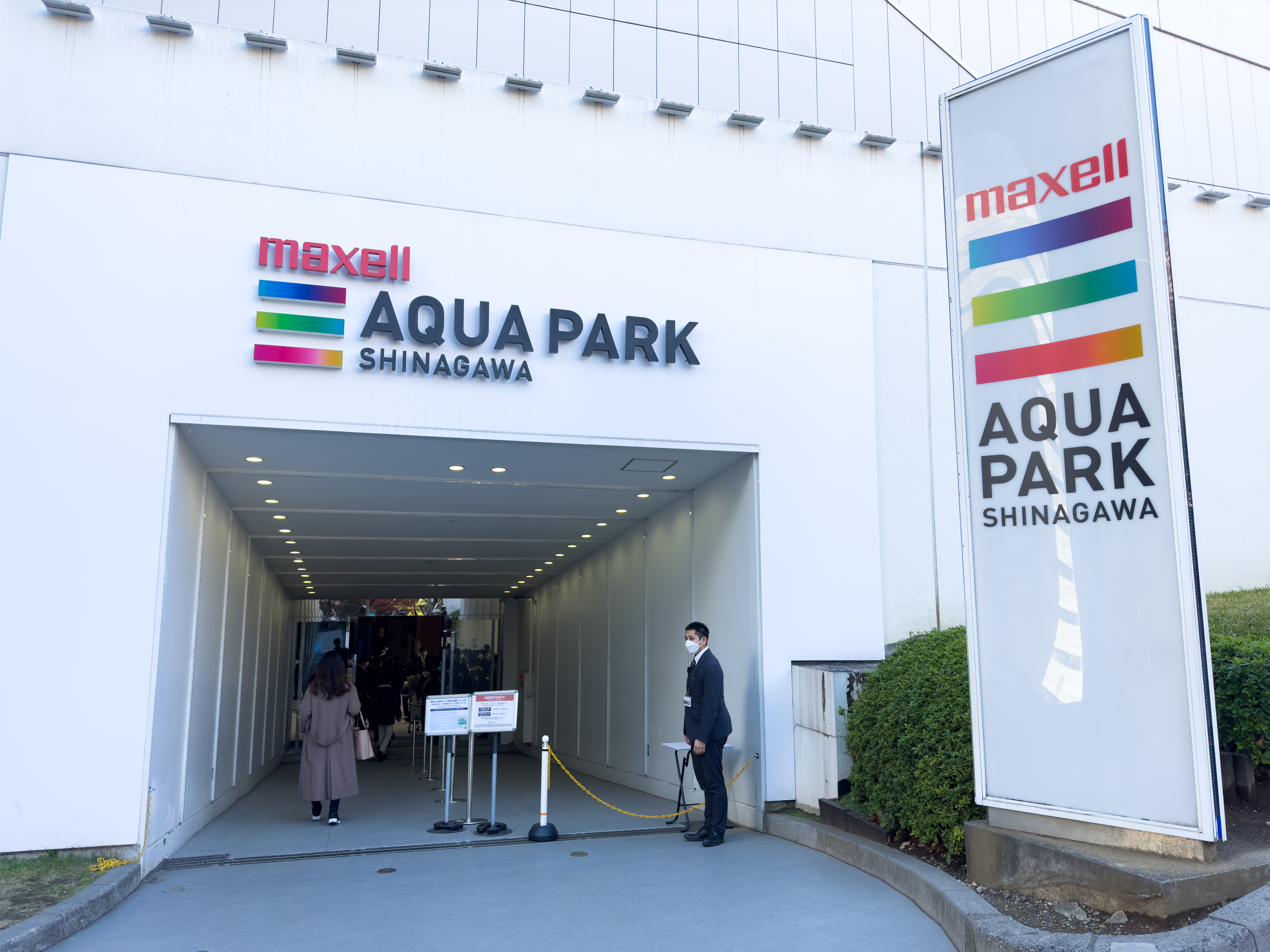

L'Aqua Park Shinagawa – autrefois Espon Aqua Stadium ou Espon Aqua Park Shinagawa – est un aquarium public japonais, situé à Tokyo dans un complexe hôtelier de Shinagawa, le Shinagawa Prince Hotel.
Les spectacles impliquant des dauphins ou des otaries attirent plus de 1,5 million de visiteurs chaque année. De nombreuses espèces de poissons, tels que des raies Manta et des poissons-scies sont élevés dans l'aquarium.

## Histoire

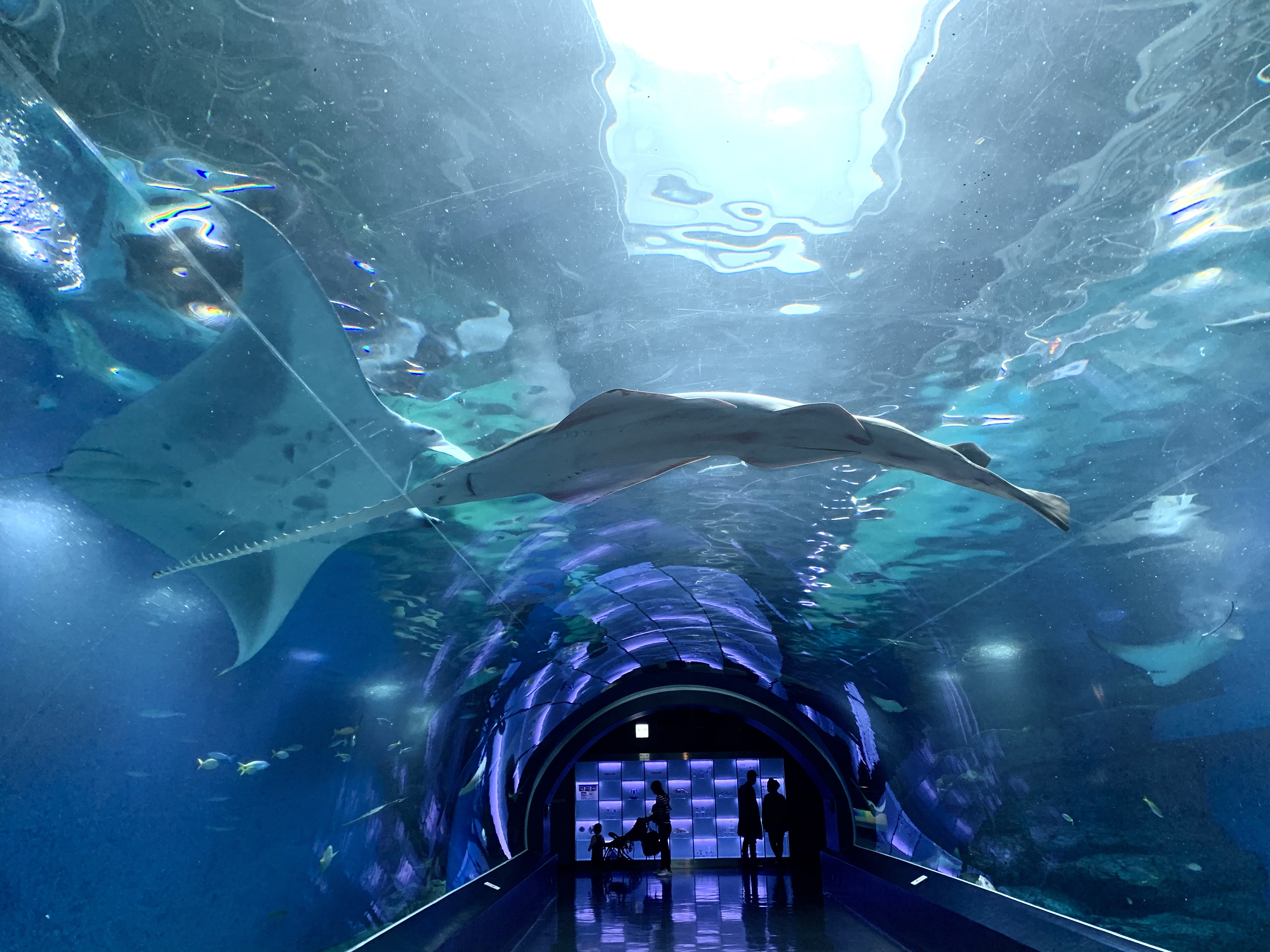
Raie manta et Poisson-scie vert

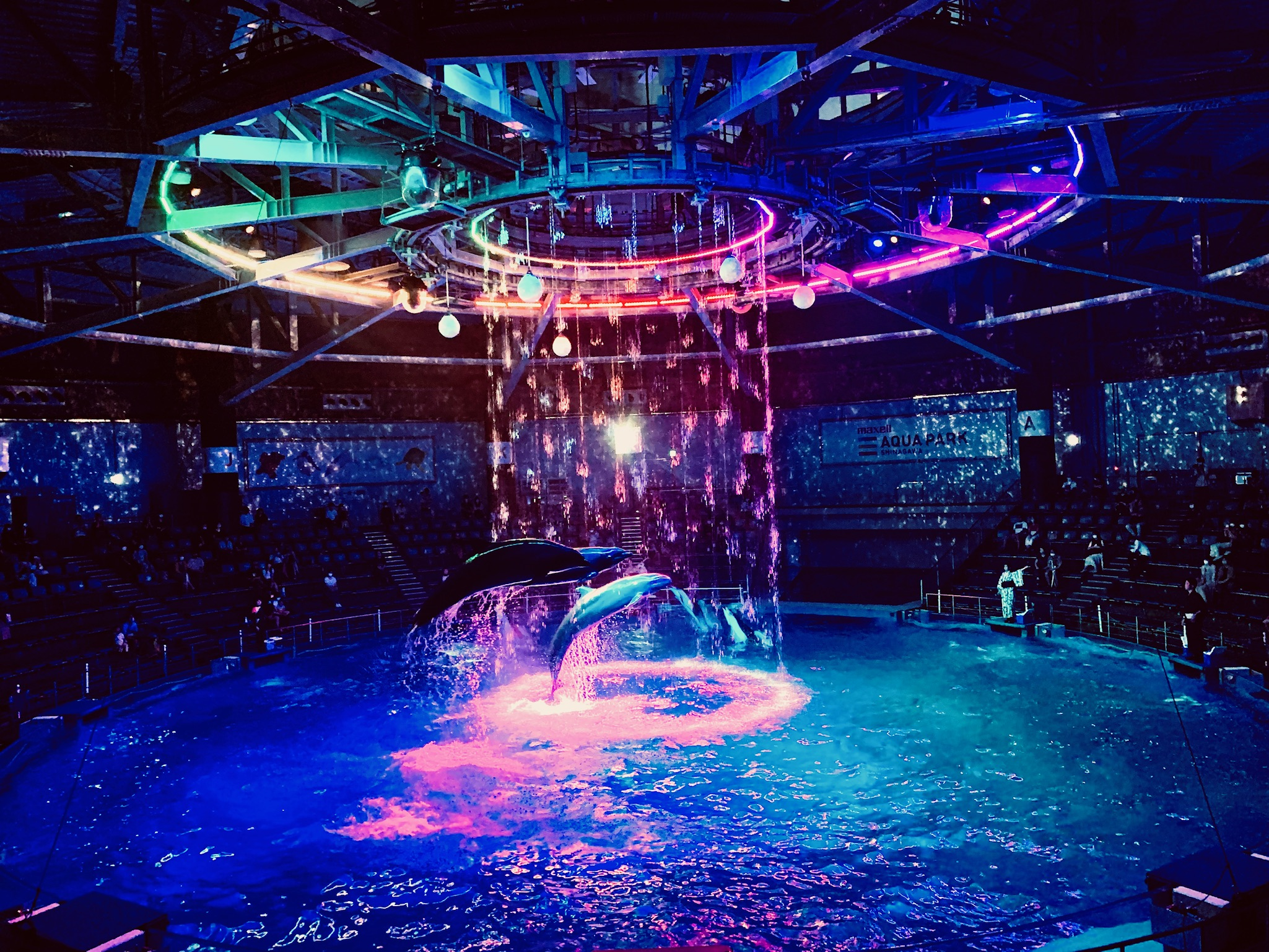
Spectacle de dauphins au Stade

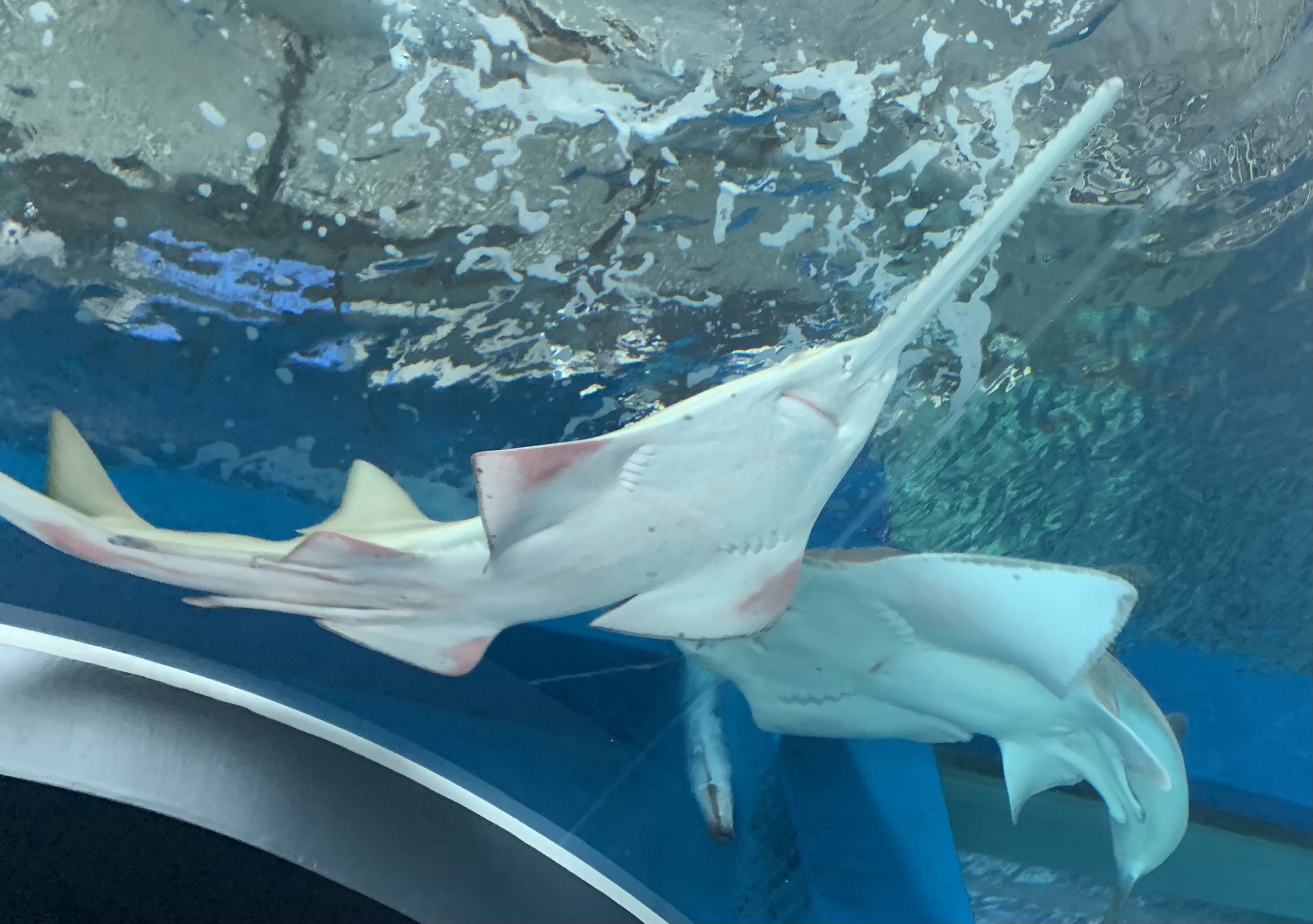
Le seul exposé au monde Pristis clavata,

Le 8 avril 2005, le « Epson Shinagawa Aqua Stadium » a ouvert ses portes dans les locaux de l'hôtel Shinagawa Prince. De nombreuses attractions sont organisées dans l'aquarium situé au centre de la ville et exploité par Yokohama Hakkeijima Sea Paradise, et une fête de mariage est également organisée dans l'aquarium. L'aquarium a été fermé pour rénovation le 5 janvier 2015. Le nom de l'établissement a été changé en « Epson Aqua Park Shinagawa » et il a été rouvert le 10 juillet.
Le 1er avril 2016, le nom a été changé en « Aqua Park Shinagawa » en raison de l'expiration du contrat de droits d'appellation avec Epson Sales Japan.